# Cha và con và
Cha và con và (internationale titel: Big Father, Small Father and Other Stories) is een Vietnamees-Frans-Duits-Nederlandse film uit 2015, geschreven en geregisseerd door Phan Dang Di. De film ging in première op 13 februari op het Internationaal filmfestival van Berlijn in de competitie voor de Gouden en Zilveren Beer.

## Verhaal
Saigon in de late jaren 1990, de fotografiestudent Vu huurt een (gedeelde) kamer en volgt met zijn gloednieuw fototoestel, een geschenk van zijn vader, de mensen, plaatsen en dingen rondom hem. Hij is vooral geïnteresseerd in zijn flatgenoot, de charismatische jongeman Thang, die zich beweegt tussen drugsdalers, gokkers en prostituees in het nachtleven van Saigon. Vu wordt door Thang geïntroduceerd aan Van met wie hij seks heeft hoewel Vu zich meer aangetrokken voelt tot Thang.

## Rolverdeling
| Acteur          | Personage |
| --------------- | --------- |
| Do Thi Hai Yen  | Van       |
| Le Cong Hoang   | Vu        |
| Truong The Vinh | Thang     |
| Nguyen Ha Phong | Mr. Sau   |